# 베이징 BJ80
베이징 BJ80(영어: Beijing BJ80, 중국어: 北京BJ80)는 베이징 자동차 산업의 자회사인 베이징 오토 웍스에서 2016년 11월부터 베이징 자동차에서 제조한 중형 4륜구동 고급 SUV이자인기있는 메르세데스-벤츠 G 클래스의 모방이다.
가격은 현재 288,000위안에서 298,000위안으로 책정되어 있다.

## 같이 보기
- 메르세데스-벤츠 G 클래스 - BJ80에 영감을 준 자동차
- 포스 구르카 - G 클래스 섀시 기반 SUV